# Азимзаде, Эльдар Мухтар оглы
Эльдар Мухтар оглы (Мухтарович) Азимзаде (азерб. Eldar Əzimzadə; 25 мая 1934, Шуша — 20 января 2003, Баку) — советский азербайджанский футбольный судья, судья всесоюзной категории (28.12.1967), арбитр ФИФА (1979). Персональный пенсионер Азербайджана (2002).

## Биография
Родился 25 мая 1934 года в городе Шуше Нагорно-Карабахская автономной области Азербайджанской ССР.
Звание рефери ФИФА получил в 1979 году. В 1957 году окончил Азербайджанский государственный институт физкультуры и спорта.
Первый матч в его международной карьере был на 1-м чемпионате мира среди молодёжных команд в Тунисе в 1977 году. Он отсудил 3 матча чемпионата: матч Алжир-Сирия, матч Аргентина-Австрия и матч Испания-Тунис.
Судил отборочные матчи чемпионата мира между сборными Дании и Португалии (1978), Бельгии — Голландии (1980); отборочные матчи чемпионата Европы (1979 год) — Германия — Польша, Бельгия — Шотландия.
В еврокубках судил матчи Кубка УЕФА: «АЕК» (Греция) — «Порто» (Португалия), «Торино» (Италия) — «Штутгарт» (Германия) — 1978 год; «Барселона» (Испания) — «Ипсвич» (Англия) — 1979, «Мемфис» (Австрия) — «Абердин» (Шотландия) — 1980, «Грассхоппер» (Швейцария) — «Сошо» (Франция), «Црвена Звезда» (Югославия) — «Арсенал» (Англия).
Судил финал на летних олимпийских играх 1980 года между сборной ГДР и Чехословакией. После игры президент МОК Хуан Антонио Самаранч и Жоао Авеланж наградили его золотой медалью и почетным дипломом.
Трижды лучший рефери СССР. Обслужил 145 матча чемпионата СССР по футболу. Эльдар Азимзаде восемь раз входил в семерку лучших арбитров СССР.